# Sword of Vermilion
Sword of Vermilion är ett rollspel utvecklat av Sega till konsolen Mega Drive från 1989. I Europa och Nordamerika släpptes spelet 1991. 
Sword of Vermilion handlar om sonen till Erik, kungen av Excalabria, som beger sig av för att besegra trollkarlen Tsarkon och befria världen Vermilion från ondska. 
Under spelets gång besöker man bland annat byar och städer. Man möter och slåss också mot olika varelser som ger en erfarenhetspoäng samt samlar på sig diverse föremål som hjälper en vidare. Spelets titel syftar på det mäktigaste vapnet i spelet.